# Gentofte Gymnasium
Gentofte Gymnasium (tidligere Gentofte Studenterkursus) er en uddannelsesinstitution i Hellerup.
Gymnasiet er en selvejende institution, der tilbyder studentereksamen på 2 år (studenterkursus), en hf-eksamen som enkeltfagspakke over 2 eller 3 år, samt 2-årig STX strakt ud over 3 år for elever med autismespektrumsforstyrrelse.
Gymnasiet blev oprettet i 1964 under navnet Gentrofte Studenterkursus, og skiftede i 2021 navn til det nuværende.